# Mornaričko pješaštvo mletačke mornarice
Mornaričko pješaštvo mletačke mornarice - Fanti da mar ("morsko pješaštvo") - bili su korpus  mornaričkog pješaštva ratne mornarice Republike Venecije.

## Povijest
Prvo spominjanje mletačkog mornaričkog pješaštva datira iz vremena Četvrtog križarskog rata kada je dužd Enrico Dandolo formirao postrojbu "Fanti da mar" od 5000 vojnika raspoređenih po brodovima. Upravo će oni biti ključ osvajanja Zadra i kasnije Carigrada. Korpus će intezivno sudjelovati u Mletačko genovljanskim ratovima (1256. - 1381.) i Mletačko hrvatskim (ugarskim) ratovima, u mletačkoj historiografiji poznatim kao "Mletačko zadarski ratovi" (1242. - 1358.).  Sredinom 15. stoljeća u Egejskom moru počinju prvi sukobi s Osmanskim carstvom. Iako će Venecija voditi obrambene ratove gotovo sljedeća tri stoljeća (1423. - 1718.), mletačka će mornarica biti gotovo stalno uključena u napadačke akcije na cijelom istočnom Mediteranu. 

## Ljudstvo
Grad Venecija, i šire područje Dogada, bila je glavni regrutni centar mornaričkog pješaštva, te je služba u mornaričkom pješaštvu bila svojevrsna čast. Mnogi reguruti pogtovi časnički kadar dolazio je iz mletačkog plemstva. Najpoznatiji pripadnik mletačkih marinaca Marco Antonio Bragadin, zapovjednik obrane Famaguste, postati će simbolom hrabrosti i odanosti ovog korpusa. 
Stalni ratovi i epidemija kuge smanjile su mletačku sposobnost za podizanje vojske, te se ona okreće novačenju podanika izvan Dogada. Novače se germanske (oltremontani) pješačke i grčke konjaničke (stradioti) postrojbe, ali mornarica i dalje ostaje "venecijanska". Nakon 1409. i trajne konsolidacije mletačke vlasti u Dalmaciji, mornarica, a s njom i korpusa mornaričkog pješaštva, počinje s postupnim novačenjem lokalnog stanovništva. Slavensko stanovništvo Dalmacije, brojem uskoro premašuje pripadnike mletačkog podrijetla, da bi krajem 16. stoljeća fanti da mar bili isključivo novačeni iz Dalmacije, a naziv schiavoni postaje sinonim za mornaričke pješake. Dalmatinski oltramarini se postupno izdvajaju i postaju zaseban korpus od oko 6000 vojnika unutar mletačke mornarice sa svojim zapovjednim kadrom i jezikom. Fanti da mar postaju manja postrojba od oko 1000 vojnika ustrojenih u dvije standradne pješačke pukovnije od 500 vojnika, popunjenih isključivo regrutima iz Dogada. Oba korpusa služe zajedno kao ekspedicijske snage u ratovima protiv Osmanskog carstva. 